# Носталгија за Совјетским Савезом
Друштвени феномен носталгије за ером Совјетског Савеза (рус. Ностальгия по СССР) може укључивати носталгију за политиком,  друштвом, његову културом и културним артефактима, статусом суперсиле или једноставно естетиком СССР-а. Савремени културни изрази совјетске носталгије такође наглашавају научна и технолошка достигнућа бившег Совјетског Савеза, посебно током свемирског доба, и вреднују совјетску прошлост због њених футуристичких тежњи. Анализа Harvard Political Review открила је да социолошка објашњења совјетске носталгије варирају од „подсећања на статус глобалне суперсиле СССР-а” до „губитка финансијске и политичке стабилности” који је пратио распад Совјетског Савеза.
У Русији је 2004. године покренут телевизијски канал Носталгија, чији лого садржи стилизоване слике српа и чекића .
Русија се у великој мери ослањала на носталгију за СССР-ом да подржи своје ратне напоре током инвазије на Украјину 2022. године.

## Анкете
Од распада Совјетског Савеза, годишња анкета Левада центра показала је да је преко 50% руског становништва жалило због овог догађаја, са јединим изузетком у 2012. години када је подршка Совјетском Савезу пала испод 50%. Анкета из 2018. године показала је да 66% Руса жали због пада Совјетског Савеза, чиме је постављен рекорд од 15 година, а већина ових мишљења са жаљењем долази од људи старијих од 55 година Године 2020. анкете које је спровео Левада центар откриле су да се 75% Руса слаже да је совјетска ера била највећа ера у историји њихове земље.
Према анкетама New Russia Barometer (НРБ) Центра за проучавање јавне политике, 50% руских испитаника изјавило је позитиван утисак о Совјетском Савезу 1991. године. Ово се повећало на око 75% испитаника НРБ-а у 2000. години, благо павши на 71% у 2009. Током 2000-их, у просеку 32% испитаника НРБ-а подржавало је обнову Совјетског Савеза.
У 2011, анкета коју је спровео Pew Research Center показала је да 82% Украјинаца, 61% Руса и 56% Литванаца верује да је животни стандард пао од распада Совјетског Савеза. Такође је утврђено да још 34% Украјинаца, 42% Руса и 45% Литванаца одобрава промену са совјетске командне економије на тржишну економију.
Анкета из 2013. коју је спровео Галуп показала је да се релативна већина испитаника у Јерменији, Киргистану, Украјини, Русији, Таџикистану, Молдавији и Белорусији слаже да је распад Совјетског Савеза штетио, а не користио њиховим земљама. Поред тога, 33% Грузијаца и 31% Азербејџанаца такође се сложило са овим мишљењем. Само 24% испитаника у постсовјетским државама које је анкетирао Галлуп сложило се да је распад Совјетског Савеза био од користи њиховим земљама. Истраживање из 2012. године које је наручила задужбина Карнеги открило је да 38 одсто Јермена верује да ће њиховој земљи „увек требати лидер попут [Јосефа] Стаљина“.
У 2017, друга анкета коју је спровео истраживачки центар Пев открила је да је 69% Руса, 54% Белоруса, 70% Молдаваца и 79% Јермена тврдило да је распад Совјетског Савеза лоша ствар за њихову земљу. Са изузетком Естоније, проценат људи који су се сложили са тврдњом био је већи међу особама старијим од 35 година. 57% Грузијаца и 58% Руса је такође рекло да је Јосиф Стаљин играо веома/углавном позитивну улогу у историји.
Анкета коју је навео Harvard Political Review 2022. године показала је да је 66% Јермена, 61% Киргиза, 56% Таџикистанаца и 42% Молдаваца жалило због распада Совјетског Савеза.

## Социологија
Према анкетама Левада центра, главни разлози који се наводе за совјетску носталгију су предности заједничке економске уније између совјетских република, укључујући перцепцију финансијске стабилности. Ово је рекло и до 53% испитаника 2016. Најмање 43% испитаника је такође жалило због губитка статуса глобалне политичке суперсиле Совјетског Савеза. Око 31% је навело губитак друштвеног поверења и капитала. Преостали испитаници су навели мешавину разлога који се крећу од практичних потешкоћа у путовању до осећаја националног расељења. Анкета из 2019. показала је да 59% Руса сматра да се совјетска влада „брину о обичним људима“. На питање да наведу позитивне асоцијације на Совјетски Савез 2020. године, 16% испитаника Левада центра је истакло „будућу стабилност и самопоуздање“, 15% је рекло да то повезује са „добрим животом у земљи“, а 11% је рекло да повезивали га са личним успоменама из детињства или младости.
Социолог Левада центра Карина Пипија приметила је да су економски фактори одиграли најзначајнију улогу у расту носталгије за Совјетским Савезом, за разлику од губитка престижа или националног идентитета. Пипија је такође сугерисала да је секундарни фактор то што већина Руса „жали што је некада било више социјалне правде и што је влада радила за људе и што је била боља у смислу бриге за грађане и патерналистичких очекивања“.
Галуп је у свом прегледу података приметио да „многима живот није био лак од распада Совјетског Савеза у децембру 1991. Тамошњи становници су преживели ратове, револуције, државне ударе, територијалне спорове и вишеструке економске колапсе… Старији становници… чије су сигурносне мреже, као што су гарантоване пензије и бесплатна здравствена заштита, углавном нестале када се синдикат распустио, вероватније ће рећи да је распад нанео штету њиховим земљама.“
У свом испитивању идентитета у постсовјетској Украјини, историчарка Кетрин Ванер се слаже да је губитак или смањење социјалних давања одиграло велику улогу у одржавању совјетске носталгије међу старијим становницима.
Анализа совјетске носталгије у Harvard Political Review открила је да је „брза транзиција са планске економије совјетског типа на неолиберални капитализам наметнула велико финансијско оптерећење становништву петнаест нових независних постсовјетских држава. Овај период је донео нагли пад животног стандарда, смањење социјалних давања и пораст стопе незапослености и сиромаштва. Фрустрација обичних грађана је само расла, јер су били сведоци стварања олигархијске елите која је постајала све богатија док су сви остали све сиромашнији. Под овим околностима, носталгија за Совјетским Савезом је директна последица разочарења људи политичким и економским учинком својих земаља.“
Многе бивше совјетске републике претрпеле су економски колапс након распада, што је резултирало смањеним животним стандардом, повећаном стопом морталитета, девалвацијом националних валута и растућом неједнакости у приходима. Хаотичне неолибералне тржишне реформе, приватизација и мере штедње на које су позивали западни економски саветници, укључујући Лоренса Самерса и Међународни монетарни фонд (ММФ), често су кривили становништво бивших совјетских држава за огорчење проблема. Између 1991. и 1994. године, трећина руског становништва постале је симрашна, а између 1994. и 1998. овај број се повећао на више од половине становништва. Већину совјетских државних предузећа купили су и ликвидирали руски пословни олигарси у оквиру приватизационе кампање, која је велики део бивше совјетске радне снаге учинила незапосленим и осиромашеним. Капитални добици остварени у постсовјетској Русији током 1990-их били су углавном концентрисани у рукама олигарха који су имали користи од стицања државне имовине, док је већина становништва претрпела тешке економске потешкоће.
Међу сиромашним радницима, совјетска носталгија је често директно повезана са гаранцијом државног запослења и редовних плата. Колапс совјетских државних предузећа и смањење јавног сектора након распада довели су до широко распрострањене незапослености. Нестанком совјетског индустријског комплекса, чак половина радничке класе бившег СССР-а остала је без посла током 1990-их. Једно истраживање руралних Грузијаца из раних 2000-их показало је да је огромна већина чезнула за повратком сигурности својих послова у јавном сектору, чак и оних који нису фаворизовали повратак на централно планирану економију. Они су своје сиромаштво приписивали распаду совјетске државе, што је заузврат довело до широко распрострањене повезаности стабилности са совјетском ером и недостатка поверења у постсовјетске владе. Сродна студија о женама из радничке класе Киргистанки у истом временском оквиру открила је да већина памти совјетску еру првенствено по ниском нивоу незапослености.
Историчар безбедности Метју Сасекс написао је да су 1990-те биле период „социјалне и економске слабости доживљене широм бившег СССР-а“. Након распада Совјетског Савеза, „бујна инфлација у многим новим независним државама брзо се повезала са успоном финансијских олигарха… [док] су неравномерни прелази у демократију и институционализација организованог криминала постали норма“. Штавише, Сасекс је претпоставио да је постсовјетски простор постао политички нестабилан и подложан оружаним сукобима као резултат распада. Са колапсом совјетских војних и безбедносних органа, настао је безбедносни вакуум који су брзо попуниле екстремистичке политичке и верске фракције, као и организовани криминал, додатно огорчен тензијама између различитих постсовјетских држава око власништва над енергијом угаслог СССР-а. инфраструктуре. Сасекс је тврдио да је „током свог постојања СССР увео ред на оно што се данас сматра бројним етничким, верским и геостратешким проблематичним тачкама“, и „иако мали број посматрача жали због проласка СССР-а, још мање би тврдило да је подручје његовог бившег географски отисак данас је сигурнији него што је био у комунизму“. У Јерменији, где је након распада уследио сукоб у Нагорно-Карабаху са суседним Азербејџаном, совјетска носталгија била је уско повезана са чежњом за повратком у мир и јавни ред.
У уводнику из 2020, амерички новинар рођен у Русији Андре Влчек је сугерисао да би совјетска носталгија такође могла бити уско повезана са аспектима совјетског друштва и јавног живота – на пример, Совјетски Савез је имао обиман програм јавних радова, јако субвенционисане јавне објекте и превоз, висок ниво грађанског ангажовања и подршка уметности. Без државних субвенција и централног планирања, ови аспекти друштва су нестали или су постали озбиљно умањени на постсовјетском простору. Влчек је нагласио губитак или пропадање јавних садржаја и културних простора из совјетског доба који је уследио након распада.
Антрополог Алексеј Јурчак описао је модерну совјетску носталгију као „комплексну постсовјетску конструкцију“ засновану на „чежњи за веома стварним хуманим вредностима, етиком, пријатељством и креативним могућностима које је пружала реалност социјализма – често упркос прокламованим циљевима државе – а то су били несмањиви део свакодневице социјализма као и осећања тупости и отуђености“. Јурчак је приметио да су локализоване друштвене везе и друштвени капитал били много јачи током совјетске ере због различитих практичних реалности, и теоретисао је да је то „непобитни конститутивни део“ носталгије коју је изразила последња совјетска генерација.

## Културни утицај

### Совјетски празници
Током 1990-их, већина кључних празника везаних за националну и идеолошку повељу Совјетског Савеза елиминисана је у бившим совјетским републикама, са изузетком Дана победе, који обележава победу Совјетског Савеза над нацистичком Немачком у Другом светском рату (такође познат у совјетски и руски простор као Велики отаџбински рат ). Обележавање Дана победе није се радикално променило у већем делу постсовјетског простора од 1991. Кетрин Ванер тврди да су комеморације Дана победе средство за совјетску носталгију, јер су „одржале живом митологију совјетске величине, солидарности међу совјетским народом и осећаја себе као грађанина државе суперсиле“.
Руске параде поводом Дана победе организују се сваке године у већини градова, а централна војна парада се одржава у Москви (баш као у совјетско време). Поред тога, недавно уведен Бесмртни пук 9. маја види како милиони Руса носе портрете својих рођака који су се борили у рату. Русија такође задржава друге совјетске празнике, као што су Дан браниоца отаџбине (23. фебруар), Међународни дан жена (8. март) и Међународни дан радника.

## Политички утицај

### Неосовјетска политика
Пишући за Харвард Политицал Ревиев, аналитичарка Михаела Есану изјавила је да је совјетска носталгија допринела оживљавању неосовјетске политике. Чежња за совјетском прошлошћу у разним пост-совјетским републикама, тврди Есану, умногоме је допринела успону неосовјетских политичких фракција посвећених повећању економских, војних и политичких веза са Русијом, историјским центром моћи у СССР-у, за разлику од Запада. Есану је тврдио да је позивање на совјетску носталгију посебно истакнуто код проруских партија у Белорусији и Молдавији.
Новинарка Памела Дракерман тврди да је још један аспект неосовјетизма подршка централној улози државе у цивилном друштву, политичком животу и медијима. Дракерман је тврдио да је неосовјетска политика резултирала повратком етатистичкој филозофији у руској влади.

### Комунистичка партија Руске Федерације
Генадиј Зјуганов, лидер Комунистичке партије Руске Федерације, је оштар критичар председника Владимира Путина, али наводи да су његовe витије за будућност Русије верни својим совјетским коренима. Зјуганов се нада да ће ренационализовати све главне индустрије и верује да је СССР био „најхуманија држава у људској историји“.

### Руско-украјински рат
Након инвазије, многи руски тенкови су приказани како вијоре стару заставу Совјетског Савеза уз проратни З војни симбол. Амерички политиколог Марк Беисинџер рекао је за Франце 24 да сврха употребе ових симбола није нужно повезана са комунизмом, већ са жељом да се поново успостави „руска доминација над Украјином“, напомињући да је употреба совјетских симбола у већини постсовјетских земаља државе (са изузетком Русије и Белорусије) се често посматра као провокативни чин.
Осим симболике, бољшевизам руских снага се манифестује и у њиховој топономастичкој политици: окупатори свуда „враћају“ своја совјетска имена заузетим насељима и градовима (као и онима које желе да заузму). Ово је званично мотивисано жељом да се обнови историјска правда. Заправо, по правилу се обнављају антиисторијска имена која су бољшевици давали 1920-их и 1930-их уместо враћених историјских (предреволуционарних) имена или украјинизованих имена добијених у оквиру компаније за декомунизацију земље 2014. -22 . Примери: Артемивск уместо Бакхмут, Красни (Црвени) Лиман уместо Лиман, Володарске уместо Николске, Стаханов уместо Кадиивка, итд.

#### Догађаји
У априлу 2022. видео Украјинке по имену Ана Ивановна  која са совјетском заставом поздравља украјинске војнике у својој кући у близини Дворичне, за које је мислила да су Руси, постао је виралан на проруским друштвеним мрежама и представљен на руској држави -контролисани медији . Жена је рекла да су она и њен муж "чекали, молили се за њих, за Путина и све људе". Украјински војници су јој давали храну, али су јој се ругали и газили њену совјетску заставу, након чега је рекла „моји родитељи су погинули за ту заставу у Другом светском рату“. Ово су искористили руски пропагандисти да докажу да је руска инвазија имала подршку народа, упркос чињеници да се већина Украјинаца – чак и у регионима који говоре руски – противила инвазији. У Русији су створени мурали, разгледнице, улична уметност, билборди, шеврони и налепнице које приказују жену. У Мариупољу под руском контролом откривена је њена статуа. Добила је надимак „Бака (рус. бабушка) З“, и „Бака са црвеном заставом“ од Руса. Сергеј Киријенко, високи руски политичар, назвао ју је „бака Ања“.
Ања је за Украјинску правду рекла да је дочекала војнике са совјетском заставом не из симпатије, већ зато што је осетила потребу да се помири са њима како не би „униште“ село и Украјину након што је њена кућа гранатирана, али сада осећа као „издајница” због начина на који је њен имиџ користила Русија. Према украјинским новинарима, Ана и њен син су касније побегли у Харков након што су њихову кућу гранатирали Руси.
Владимир Путин је 9. маја 2022. искористио свечаности поводом Дана победе и војне параде да додатно оправда свој циљ. Као одговор на сукоб који је у току током Дана победе, он је навео „Русија је дала превентивни одговор на агресију. Била је то изнуђена, правовремена и једина исправна одлука.“ Избегао је да директно помене рат и чак се уздржао од употребе речи „Украјина“ у свом одговору на сукоб током Параде победе. Путин је такође повукао паралеле између садашње украјинске владе и владе нацистичке Немачке, хвалећи руску војску, рекавши да се садашње трупе „боре за отаџбину, за њену будућност и тако да нико заборавља поуке из Другог светског рата“.
Дана 26. августа 2022. године, совјетска застава победе подигнута је изнад села Писки, утврђеног подручја недалеко од Доњецка чије је заузимање стратешко за Русију, додатно потискујући украјинске снаге од Донбаса.
Поред тога, руски окупатори су поново поставили многе Лењинове статуе, које су претходних година скинули украјински активисти у областима под руском контролом.